# Ammonifex
Ammonifex è un genere di batterio appartenente alla famiglia delle Thermoanaerobacteriaceae.